# Хортон (мультфильм)
«Хо́ртон» (англ. Horton Hears a Who!) — американский анимационный фильм 2008 года по мотивам книги для детей «Хортон слышит ктошек!» писателя и мультипликатора Доктор Сьюза. Главные роли озвучили Джим Керри и Стив Карелл.
Мультфильм собрал в прокате 297 миллионов долларов при бюджете в 85 миллионов долларов.
Слоган: Не важно, какого ты размера, а важно то, есть ли ты.

## Сюжет
Слон по имени Хортон находит цветок с пушинкой, внутри которой, как оказалось, находится целый город. В нём живут крохотные существа — Ктошки, а лидер Ктогорода— чудаковатый мэр, у которого есть 96 дочерей и один сын. Хортон решает найти для них безопасное место, так как джунгли кишат различными животными, которые любят есть цветы, и попутно рассказывает об этой истории нескольким детям. Это сильно не одобряет кенгуру Сур — ворчливая и всегда считающая, что она права, недолюбливающая добродушного Хортона; по этой причине она растит своего сына Руди сама, не подпуская его к слону. Тем временем мэр узнаёт о некой нависшей угрозе.
Хортон отправляется на вершину высокой горы, где растёт подсолнух и где, по его мнению, город будет в безопасности. Сур, решив, что просто заставить Хортона выбросить цветок не получится, начинает строить ему козни. Она нанимает местного отшельника и имеющего дурную славу грифа Влада (в фильме есть два Влада: первый тот самый отшельник, а второй — кролик, подносящий печенье), чтобы тот выкрал цветок. Об этом узнаёт мышонок Мортон и предупреждает слона об опасности. Влад гонится за слоном и выхватывает цветок, а затем бросает его в бесконечное поле цветов. Хортон пытается найти цветок с пушинкой. Только перебрав горы цветов, он находит тот самый цветок и отправляется дальше.
Сур, узнав об этом, решает поступить по-другому: она убеждает жителей леса, что Хортон опасен. После этого Хортона очень быстро находят и ловят. Сур предлагает слону: либо он будет стоять на своём мнении и тогда попадёт в клетку, либо признает, что она права, и останется на свободе. Хортон решает не соглашаться, и его запирают. Он успевает сказать жителям Ктогорода, что нужно шуметь, чтобы их услышали животные джунглей. Животные слышат звуки, доносящиеся изнутри пушинки, и понимают, что слон был прав. Хортона освобождают. Добродушный слон прощает кенгуру. В конце фильма все животные во главе с Хортоном идут на гору, чтобы отнести цветок туда.

## Роли озвучивали
| Актёр            | Роль                                                       |
| ---------------- | ---------------------------------------------------------- |
| Джим Керри       | слон Хортон                                                |
| Стив Карелл      | мэр Нед                                                    |
| Айла Фишер       | Доктор Мэри Лу Лару                                        |
| Кэрол Бернетт    | кенгуру Сур                                                |
| Уилл Арнетт      | стервятник Влад                                            |
| Сет Роген        | Мортон                                                     |
| Джона Хилл       | Томми                                                      |
| Джейми Прессли   | миссис Квалиган                                            |
| Джесси Маккартни | ДжоДжо                                                     |
| Дэн Фоглер       | член совета                                                |
| Чарльз Осгуд     | рассказчик                                                 |
| Билл Фармер      | медведь Вилли                                              |
| Эми Полер        | Салли                                                      |
| Изабелла Акрес   | второстепенные персонажи (впервые как актриса озвучивания) |
| Джесс Харнелл    | второстепенные персонажи                                   |

## Роли дублировали
| Актёр             | Роль         |
| ----------------- | ------------ |
| Людмила Ильина    |              |
| Артём Карапетян   | читает текст |
| Александр Клюквин |              |
| Елена Соловьева   |              |

- Тимур Батрутдинов — Хортон
- Владимир Антоник — Мэр Нед
- Нина Лунева — Сур
- Александр Ревва — Влад
- Александр Груздев — Мортон
- Никита Прозоровский — член совета
- Сергей Бурунов — стоматолог

## Производство
В марте 2005 года, когда Blue Sky Studios завершила создание мультфильма «Роботы», студия начала упрашивать Доктора Сьюза о получении авторских прав на адаптацию сказки «Хортон слышит ктошек!».
Художественный руководитель «Роботов» Стив Мартино, наряду с консультантом по сюжету и дополнительным режиссёром сцены Джимми Хейворд, создал модель главного героя Хортона и некоторые анимационные тесты, чтобы продемонстрировать свои дизайнерские идеи Гейсель, который в конце концов согласился на «семизначную сделку» как для книги, так и для её предшественника «Хортон высиживает яйцо». Затем Синко Пол и Кен Даурио были наняты, чтобы написать сценарий, который будет направлен Хейвордом и Мартино с установленной датой выхода 2008 года.
Одри Гейзел была зачислена в качестве продюсера и наблюдала за тем, как началось производство, а также предоставила директорам полный доступ к архивам её покойного мужа, и поэтому они исследовали его оригинальные эскизы, трёхмерные скульптуры, выполненные для «5000 пальцев доктора Т» и для записки доктора Сьюза, при договоре с Чак Джонсом во время производства «Как Гринч украл Рождество».
Для ссылок на анимацию персонажей, а также кадры из участников, исполняющих свои голоса, аниматоры Blue Sky записывали себя, исполняя сценарий в «комнате актёрского мастерства», чтобы посмотреть, что из их языка тела может хорошо перевести в мультфильм.
Чтобы сделать Хортона отличающимся от Мэнни из «Ледникового периода», слон иногда передвигался на двух ногах, так, чтобы он выглядел как «толстяк в костюме слона». Хотя дизайн имел большое отличие от оригинальной книги: Хортону добавили большой рот, чтобы позволить более широкий диапазон эмоций, как у Джима Керри.

## Награды
| Год  | Премия          | Категория                                                                       | Получатель                                | Результат | Ссылка |
| ---- | --------------- | ------------------------------------------------------------------------------- | ----------------------------------------- | --------- | ------ |
| 2009 | Энни            | Лучшие анимационные эффекты                                                     | Ален Лай                                  | Номинация | [ 8 ]  |
| 2009 | Энни            | Лучшая анимация персонажей                                                      | Джефф Габор                               | Номинация | [ 8 ]  |
| 2009 | Энни            | Лучший дизайн персонажей                                                        | Сан Цзюнь Ли                              | Номинация | [ 8 ]  |
| 2009 | Энни            | Лучшая музыка                                                                   | Джон Пауэлл                               | Номинация | [ 8 ]  |
| 2009 | Энни            | Лучшее сочинение                                                                | Синко Пол и Кен Даурио                    | Номинация | [ 8 ]  |
| 2009 | ASCAP Award     | Лучший композитор                                                               | Джон Пауэлл                               | Победа    | [ 9 ]  |
| 2009 | Золотой трейлер | Лучший анимационный / семейный фильм                                            | Хортон                                    | Номинация | [ 10 ] |
| 2009 | IFMCA Award     | Лучший оригинальный саундтрек к анимационному фильму                            | Джон Пауэлл                               | Номинация | [ 11 ] |
| 2009 | Золотая премия  | Лучшее редактирование звука — Звуковые эффекты, Фоли, Музыка, Диалог и анимация | Все                                       | Номинация | [ 12 ] |
| 2009 | OFCS Award      | Лучшая анимационная функция                                                     | Хортон                                    | Номинация | [ 13 ] |
| 2009 | Спутник         | Лучшая анимация или смешанная музыка                                            | Хортон                                    | Номинация | [ 14 ] |
| 2009 | Спутник         | Лучший исходный результат                                                       | Джон Пауэлл                               | Номинация | [ 14 ] |
| 2009 | Молодой актёр   | Лучшая производительность в голосовой роли — молодая актриса                    | Селена Гомес, Шелби Адамовски и Джои Кинг | Номинация | [ 15 ] |

## Отзывы
79 % критиков из Rotten Tomatoes дали положительные отзывы о мультфильме, основанные на 132 отзывах.
Metacritic, подсчитали оценку 71 из 100 на основе 31 отзыва, что указывает на «в целом благоприятные отзывы».
Сайт CinemaScore присвоил мультфильму рейтинг «A-» по шкале от «A+» до «F».